# Carola Uilenhoed
Carola Uilenhoed, född den 10 oktober 1984 i Haag, Nederländerna, är en nederländsk judo-utövare.

## Största framgångar
| År   | Turnering | Placering | Viktklass         |
| ---- | --------- | --------- | ----------------- |
| 2007 | VM        | 3:a       | tungvikt (+78 kg) |
| 2007 | EM        | 2:a       | tungvikt (+78 kg) |
| 2006 | EM        | 2:a       | tungvikt (+78 kg) |
| 2005 | VM        | 5:a       | tungvikt (+78 kg) |
| 2005 | VM        | 3:a       | öppen klass       |
| 2005 | EM        | 7:a       | tungvikt(+78 kg)  |